# الشيخ أحمد الله
أحمد الله بن دِلاوَر حسين بن سلطان أحمد البَشِكفوري، المعروف باسم الشيخ أحمد الله (البنغالية: শায়খ আহমাদুল্লাহ), هو شخصية إسلامية بنجلاديشية ومفاوض وناشط اجتماعي. أسس مؤسسة السنة ويشغل منصب رئيسها، وشارك في أعمال الدعوة في برامج دولية مختلفة منها اليابان والهند والإمارات العربية المتحدة. أسس أيضًا موقع IQA.info، وهو موقع إسلامي للأسئلة والأجوبة. وهو خطيب (واعظ) مسجد بوميبالي الجامع، نارايانجانج.

## النشأة
ولد أحمد الله في 15 ديسمبر 1981 في قرية بَشِكفور في منطقة لاكشميبور (منطقة نواخالي سابقاً ). والده هو محمد دلاور حسين وأمه هي مسمت دلاورة بيغم. كان والد أحمد الله رجل أعمال، وكان الثاني بين ستة أشقاء. كان والده دلاوار حسين أحد الأبناء السبعة لمولانا سلطان أحمد الحنفي، خريج دار العلوم ديوبند. وأحمد الله نفسه لديه ثلاثة أبناء وبنت. تُعرف بَشِكفور بقرية علماء الكرام، وهي موطن لكثير من المشايخ الكبار، مثل مولانا عبد العزيز جنابوالا رحمه الله وهو مؤسس مدرسة إسلامية تسمى "أشرف المدارس" في قرية بَتَّلي (في مانداري، منطقة نواخالي).

## التعليم
تلقى أحمد الله تعليمه في مرحلة الطفولة المبكرة من والده ووالدته وعمه. وبعد ذلك، درس في مدرسة بشكفور الابتدائية في قريته حتى الصف الثالث. وبعد ذلك، تعلم اللغة الأردية في أول ثلاث جماعات من نوراني في مدرسة دانافور القومية في مائجدي ومدرسة صَنْدرَغَنْج بواليا القومية في لكشميفور. ثم التحق بمدرسة فيض العلوم القومية في جزيرة هاتيا، حيث درس الميزان ونحو مير تحت المفتي سيف الإسلام السندويفي (إشراف طلاب مفتي فيض الله). وقد غير هذا المعلم اسمه من أحمد حسين إلى أحمد الله. نجا من الإعصار الذي ضرب جزيرة هاتيا عام ١٩٨٨، وأقام شهرًا في مدرسة دينية في فيني.
عندما تضررت جزيرة هاتيا بسبب إعصار بنجلاديش عام 1988، غادر أحمد الله منطقة نواخالي وانضم إلى دار العلوم معين الإسلام هاتْهَزاري في منطقة جاتجام. في هذه المدرسة كان شاهِدًا وخادمًا للمفتي شهيد الله. وكان أيضًا زميلًا لزكريا عبد الله (معلم مركز الدعوة الإسلامية) وأنس المدني (بن الشاه أحمد شفيع) في هذه المدرسة. بعد تخرجه من هاتْهَزاري عام 2001، أكمل أحمد الله إفتائه من الجامعة الإسلامية العربية دار العلوم خُلنا.

## المسيرة المهنية
بعد إكمال تعليمه، انضم إلى مدرسة دار الرشاد ميرفور القومية كمدرس في عام 2003، بينما كان يعمل إمامًا و[خطيبًا] في مسجد بيت الفلاح الجامع في ميرفور القريبة. غادر داكا في عام 2009 وسافر إلى المملكة العربية السعودية وانضم إلى مركز الدعوة الإسلامية غرب الدمام التابع لوزارة الشؤون الإسلامية والدعوة والإرشاد مترجمًا وواعظًا. وبعد أن عمل هناك لمدة 10 سنوات، عاد إلى بنغلاديش بناءً على نصيحة خوندكار عبد الله جهانكير. بعد وصوله إلى البلاد، أسس منظمة خيرية تسمى مؤسسة السنة. وهو يشغل أيضًا منصب رئيس مؤسسة السنة وكذلك منصب خطيب الجامع بوميفَلِّي في ناراينغنج.

## أنظر أيضا
- خوندكار عبد الله جهانكير
- أبوبكر محمد زكريا

## روابط خارجية
- الموقع الرسمي
- أحمد الله . على يوتيوب
- الشيخ أحمد الله  على فيسبوك.